# تسودانوما
تسودانوما (به لاتین: Tsudanuma) یک منطقهٔ مسکونی در ژاپن است که در نارشینو، چیبا واقع شده‌است. تسودانوما ۱۵٬۷۳۶ نفر جمعیت دارد.